# Municipio de Wallace (Illinois)
El municipio de Wallace (en inglés: Wallace Township) es un municipio ubicado en el condado de LaSalle en el estado estadounidense de Illinois. En el año 2010 tenía una población de 491 habitantes y una densidad poblacional de 6,87 personas por km².

## Geografía
El municipio de Wallace se encuentra ubicado en las coordenadas 41°25′5″N 88°52′59″O / 41.41806, -88.88306. Según la Oficina del Censo de los Estados Unidos, el municipio tiene una superficie total de 71.45 km², de la cual 71,42 km² corresponden a tierra firme y (0,04 %) 0,03 km² es agua.

## Demografía
Según el censo de 2010, había 491 personas residiendo en el municipio de Wallace. La densidad de población era de 6,87 hab./km². De los 491 habitantes, el municipio de Wallace estaba compuesto por el 97,56 % blancos, el 0,2 % eran afroamericanos, el 0,61 % eran asiáticos, el 1,43 % eran de otras razas y el 0,2 % eran de una mezcla de razas. Del total de la población el 2,65 % eran hispanos o latinos de cualquier raza.